# Saguía el Hamra

Saguia el Hamra, entre Cabo Juby y el paralelo 26° N.

Saguía el Hamra (árabe: الساقية الحمراء as-Sāqīya al-Hamrā´, «la acequia roja» o «la sangradera roja»), fue una de las dos divisiones territoriales[cita requerida] del Sahara Español, con capital en El Aaiún. 

## Toponimia
Su denominación proviene del torrente del mismo nombre, que desembocaba, cuando llevaba agua, unos kilómetros al oeste de El Aaiún, en su puerto. Abdallah al-Bakri, geógrafo, botánico e historiador hispanoárabe del siglo XI, llama a esa zona Uad Targa, que literalmente significa "río de los tuareg", por ser estos los habitantes originales de la zona.

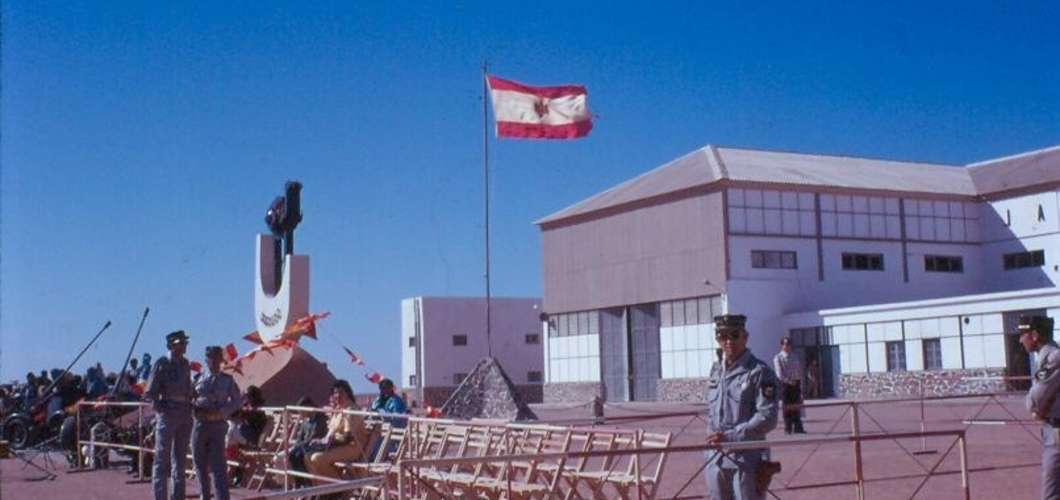
Acuartelamiento español en El Aaiún en 1972.

## Geografía
Se encontraba al norte del Sahara Español y tenía una superficie aproximada de 82 000 km².
Al sur, el cabo Bojador señalaba la línea divisoria con Río de Oro identificada con el paralelo 26° N. El paralelo 27°40′ N era su frontera norte con el territorio de Cabo Juby, perteneciente al Protectorado Español de Marruecos. Su frontera oriental en el interior era el meridiano 8°40′ O de Greenwich, con la colonia francesa de Mauritania en 1960 y, desde entonces hasta 1976 con Mauritania, y con la Argelia francesa hasta 1962 y, desde entonces, hasta 1976 con Argelia.

## Principales poblaciones
La capital era El Aaiún. En el interior se halla la ciudad de Esmara y más al este y, ya cerca de la frontera con Mauritania, la población de Bir Lehlu.